# Amerikansk militärchoklad

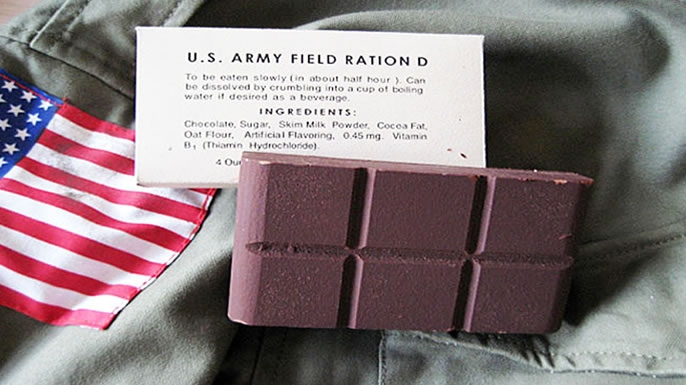
Ration D Bar

Militärchoklad har varit vanlig i USA:s armés matransoner sedan 1937, och ges till trupperna som en del av deras grundläggande fältranson. Chokladransonerna har två syften: som en moralhöjare och som en mycket energirik, fickstor katastrofranson. Militärchokladransonerna är ofta gjorda i speciella partier med militära specifikationer för vikt, storlek och tålighet. Majoriteten av chokladen som ges ut till amerikansk militär personal är producerad av Hershey Company.

## Konsistens
När chokladen ges ut i syfte att agera som moralhöjare  skiljer sig chokladen inte från choklad köpt i en vanlig butik vad gäller smak eller uppbyggnad. Den är dock oftast paketerad eller formad annorlunda. Under andra världskriget innehöll matransonerna för den enskilde amerikanske soldaten en kaka med Hersheys söta choklad. I stället för en typisk platt och tunn kaka var denna dock tjock och rektangulär.
När chokladen gavs ut i form av katastrofransoner var militärchokladen annorlunda än den i normala chokladkakor. Chokladen som gavs ut som katastrofransoner var skapade i syfte att ha högt näringsvärde, vara lätt att bära och det kanske viktigaste av allt: att kunna tåla hög värme. Då soldaterna ofta verkade i områden med hög temperatur och ofta bar chokladen i fickor nära kroppen, skulle vanlig choklad smälta på några minuter. Eftersom det var tänkt att chokladkakorna skulle komma att användas vid katastrofsituationer ansågs det viktigt att soldaterna inte skulle äta upp dem innan de verkligen behövde dem. Även om försök gjordes att förbättra smaken, fick den värmetåliga chokladen aldrig några översvallande berömmande omdömen.

## Hershey i krig
Den första katastrofchokladen som beställdes av amerikanska armén var Ration D Bar.
Arméöverintendenten, överste Paul Logan, godkände Hersheys choklad i april 1937 och mötte vd:n William Murrie och chefskemisten Sam Hinkle. Milton Hershey blev mycket intresserad av projektet när han blev informerad om förslaget och mötet ledde till den första produktionen av Ration D Bar. 
Överste Logan hade fyra krav för kakan. Den skulle:
1. väga fyra uns (cirka 100 gram),
2. vara energirik,
3. kunna motstå höga temperaturer och
4. smaka ”lite bättre än en kokt potatis.”

Chefskemisten Hinkle var tvungen att utveckla helt nya produktionsmetoder för att kunna producera kakorna. Fabriksutrustning som behövdes vid tillverkningen byggdes för att flytta smält choklad in i förinställda formar. Men på grund av den temperaturtåliga formeln för chokladen blev det bara en kladdig gegga som inte kunde bli flytande vid någon temperatur. För att producera kakorna var varje 100-grams portion tvungen att knådas, vägas och pressas in i formarna för hand. Slutresultatet var ett hårt chokladblock av mörkbrun choklad som skulle smulas sönder med lite ansträngning.
Överste Logan var nöjd med sina första smakprov. I juni 1937 beställde amerikanska armén 90 000 Logan Bars (engelska för Logan-kakor) och testade dem på baser i Filippinerna, Panama, på Texas gräns, och vid andra gränser i USA. Några kakor följde rent av med på amiral Byrds tredje expedition till Antarktis. Testerna var lyckade och armén började göra oregelbundna beställningar på kakorna. 
Vid det amerikanska inträdet i andra världskriget, efter attacken mot Pearl Harbor, beställdes kakor paketerade för att motstå giftgas. Mellan 1941 och 1945 skedde mängder av förändringar av paketeringen för att avhjälpa brister och möta arméns krav. 
1943 närmade sig arméns anskaffningsdivision Hershey rörande produktionen av konfektyrchoklad med förbättrad smak som ändå skulle vara värmetålig. Efter en kort tid av experiment började Hershey producera Hershey's Tropical Bar. Den kakan var mer lik vanlig choklad både i smak och form än den tidigare chokladkakan. I vikt räknat, överträffade produktionen av kakan alla andra produkter från Hersheys fabrik i krigstid, inklusive Ration D Bar. Även om försök att återfå den sötade smaken var något sånär lyckad fann många soldater chokladen seg och oaptitlig. Den fungerade dock väl som ett snabbt mellanmål i fält, eller vid byteshandel.
Man uppskattar att det mellan 1940 och 1945 producerades över tre miljarder Ration D Bar och Tropical Bar som därefter distribuerades till soldater över hela världen. År 1939 var Hersheys fabrik kapabel att producera 700 000 ransoner med kakor per vecka. Vid slutet av andra världskriget kunde fabriken producera kakor i en takt av 24 miljoner per vecka. För deras tjänster under andra världskriget belönade armén och flottan Hershey Chocolate Company med fem priser för att produktionen och kvalitén av Ration D Bar och Hershey's Tropical Bar översteg förväntningarna.

## Efterkrigstiden–dags dato
Produktionen av Ration D Bar upphörde efter andra världskrigets slut, medan Hershey's Tropical Bar fortsatte att vara en del av fältransonerna för USA:s väpnade styrkor. Hershey's Tropical Bar användes även på Apollo 15 i juli 1971. 
Under Operation Ökensköld och Operation Ökenstorm testade Hershey en ny värmetålig kaka som de kallade Desert Bar. De skickade 144 000 kakor till de amerikanska trupperna, som en testmarknad för den nya chokladkakan. Enligt Hershey kunde kakan motstå temperaturer över 60 grader Celsius (140 grader Fahrenheit). Trots att talesmän för armén sade att chokladkakan smakade bra var soldaternas reaktioner blandade och kakan kom aldrig i kommersiell produktion.